# 115e brigade d'infanterie (France)
Pour les articles homonymes, voir 115e brigade.
Cet article court présente un sujet plus développé dans : 58e, 66e, 133e et 134e division d'infanterie (France).
La 115e brigade d'infanterie est une unité militaire française de la Première Guerre mondiale. Créée en août 1914, elle est rattachée successivement aux 58e, 66e, 133e et 134e divisions d'infanterie, jusqu'à sa dissolution en novembre 1916.

## Rattachement
- Formation à la mobilisation en août 1914[1]
- 58e division d'infanterie (de réserve) d'août 1914 au 4 octobre 1914[1],[2]
  - détachée aux ordres de la 41e division d'infanterie du 31 août au 4 septembre 1914[2]
- 66e division d'infanterie le 4 octobre 1914 à mars 1916[3]
- 133e division d'infanterie de mars à août 1916[4]
- 134e division d'infanterie de août à novembre 1916[5]
- Dissoute en novembre 1916

## Composition
La brigade est constituée à la mobilisation des 229e, 256e et 334e régiments d'infanterie. En octobre 1914, le 256e RI est remplacé par le 213e RI de la 116e brigade (58e DI).
La brigade est remaniée début mars 1916, lors de son passage à la 133e DI : le 213e RI passe à la 157e DI, le 229e RI passe à la 41e DI. Le 334e RI est renforcé par le 298e régiment d'infanterie territoriale de la 105e division territoriale et le 43e bataillon de chasseurs à pied de la 74e DI.
En août 1916, la brigade perd le 43e BCP. À la dissolution de la brigade en novembre 1916, le 298e RIT est versé dans l'infanterie divisionnaire de la 134e DI tandis que le 334e RI passe à la 164e DI.